# Hội chợ phù hoa
Hội chợ phù hoa: Cuốn tiểu thuyết không có Anh hùng là một cuốn tiểu thuyết của William Makepeace Thackeray châm biếm xã hội vào đầu thế kỷ 19 ở Anh.
Thuật ngữ "hội chợ phù hoa" xuất phát từ câu chuyện ngụ ngôn The Pilgrim's Progress, do John Bunyan xuất bản vào năm 1678 ở dó có một hội chợ tổ chức trong làng có tên Vanity (Hội chợ phù hoa).
Cuốn tiểu thuyết đã được nhiều lần chuyển thể thành phim.

## Đôi nét
Hội chợ phù hoa là một tiểu thuyết đa tuyến nói về xã hội quý tộc tư sản và số phận của con người với nhiều thành phần trong xã hội đó. Trục chính của truyện là cuộc đời của hai cô thiếu nữ là bạn học cùng lớp, cùng trường nhưng không cùng tầng lớp và cũng không cùng số phận.

## Tóm tắt
Amelia là con gái một thương gia giàu có, lớn lên trong giàu sang sung sướng, nhưng nàng lại có tính cách nhân hậu, đoan trang, hiền lành và đa cảm. Nàng được gửi đến viện nữ thục Miss Pinkerton để học hành. Ở đây một phần do gia thế nàng đã được nhà trường trọng vọng. Ngược lại, Rebecca, một nữ sinh trong lớp vốn xuất thân gia thế tầm thường, mẹ là vũ công, bố say sưa nghiện ngập, không có vốn liếng và hồi môn, lại thêm tính tình khôn lanh và khá ngang ngạnh, không được lòng nhà trường. Ngày tốt nghiệp, Amelia trở về nhà với tương lai rộng mở, còn Rebecca phải bắt đầu cuộc sống tự lập bằng nghề gia sư cho một gia đình quý tộc vùng quê.

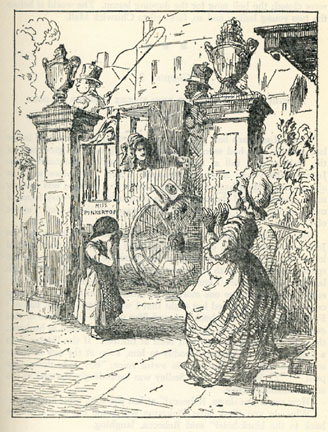
Tranh minh hoạ chương 1 của chính Thackeray

Từ hoàn cảnh đó Rebecca đã "khôn trước tuổi", thậm chí trở thành láu lĩnh có phần tinh ranh nhờ vẻ đẹp quyến rũ. Nàng luôn tận dụng mọi cơ hội để kiếm chồng giàu để mong đổi đời. Khi đến nhà Amelia chơi và gặp người anh kệch cỡm, lười biếng của Amelia là Joseph thì Rebecca đã có ý định đó, nhưng bị phá ngang bởi Georgre Osborne, một chàng trai theo đuổi Amelia. Rebecca vào làm gia sư kiêm tuỳ nữ cho gia đình quý tộc ngài Pitt Crawley. Đây là một gia đình phức tạp và hỗn loạn, gồm một tay quý tộc lố bịch, hám gái và một cậu con trai Rawdon dốt nát, ăn diện, nhưng rất được lòng một bà cô già giàu có đang muốn cho cậu cháu cưng thừa kế gia tài. Cậu này rất thích Rebecca nên đã nhiều lần lấy cớ đi thăm bà cô để thường xuyên đến gặp Rebecca khi nàng đang theo phụ việc cho bà. Bất ngờ, bà Crawley (mẹ của Rawdon) mất. Thì ngay sau đó, ngài Pitt đã ngỏ ý cưới Rebecca. Nhưng nàng đã từ chối với lý do là nàng đã có chồng và người đó chính là cậu con Rawdon. Người cha phát cuồng vì ghen tuông với cậu quý tử còn bà cô già nổi cơn thịnh nộ vì "đứa con nuôi lý tưởng" dám qua mặt bà, nhưng cuối cùng đành phải chấp nhận cho họ trở thành vợ chồng. Lợi dụng tiếng tăm của gia đình chồng, Rebecca đã trở thành một mệnh phụ quý tộc đài các, sống nhàn nhã, xa hoa bằng đủ thứ mánh khoé.

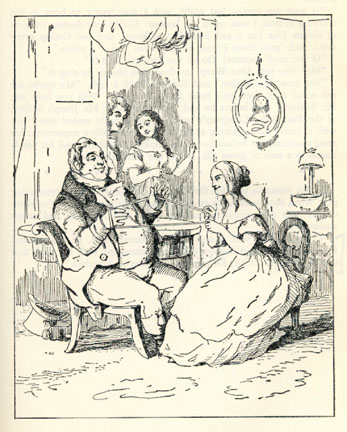
Becky quyến rũ Joe Sedley -Tranh minh hoạ chương 3 của chính Thackeray

Về phần Amelia, sau khi ra trường với gia thế giàu có, vẻ đẹp đoan trang hiền dịu nên nàng trở thành mục tiêu chú ý của nhiều chàng trai, trong đó có Dobbin và George. Tình cảm của Amelia đã dành hết cho George. Mặc dù bố của George luôn muốn con trai mình cưới một cô gái tỉ phú da đen nên phản đối kịch liệt, nhưng cuối cùng George và Amelia cũng kết hôn với nhau. Hai đôi vợ chồng trẻ (Rawdon- Rebecca; George- Amelia) gặp lại nhau. Trước sức quyến rũ của Rebecca, George và Rebecca đã nhiều lần hò hẹn nhưng Amelia và Rawdon đều không hay biết.

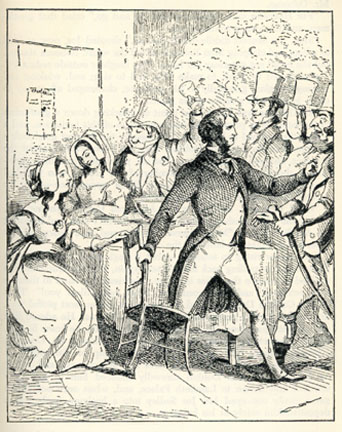
Tranh minh hoạ chương 6 của chính Thackeray

Chiến tranh bùng nổ, George và Rawdon cùng ra trận. George chết, còn Rawdon trở về sau chiến tranh chấm dứt, được thăng hàm đại tá. Hai vợ chồng Rebecca và Rawdon đến Paris chơi. Tại đây, họ đã quen được nhiều bạn bè chuyên sống bằng những nghề do một xã hội ăn chơi tạo ra. Dần dần Rebecca trở nên hư hỏng thực sự dù đã có một con trai Rawdy. Nàng ta kiếm tiền bằng cách quyến rũ bọn ham sắc, trong đó có lão quý tộc già Lord Steyne. Rawdon biết chuyện nên dứt tình với vợ. Vào một lúc quá túng tiền, Rebecca đã quyến rũ người anh si tình có phần ngốc nghếch của Amelia. Nàng bị cả chồng lẫn con khinh khi từ bỏ, đứa con trai thề không bao giờ nhìn mặt mẹ.
Goá chồng, sống trong hoàn cảnh khó khăn, Amelia đành đau khổ bằng lòng để cho con trai Georgy về ở hẳn với ông nội mong sau này nó trở thành người thừa kế. Amelia sống cô đơn và tôn thờ hình ảnh người chồng quá cố. Vì muốn bạn mình yên tâm tái giá với thiếu tá Dobbin, Rebecca đã đưa ra bằng chứng là những lá thư hẹn hò mà George đã từng gửi cho nàng. Thế là, Amelia bằng lòng lấy Dobbin và sống hạnh phúc. Rebecca lấy Joseph, anh trai của Amelia, nhưng chẳng bao lâu sau Joseph cũng chết. Lúc này, Rebecca phải sống rày đây mai đó và làm việc từ thiện, tuy vẫn được chu cấp, nàng bị chồng cũ (Rawdon), con lẫn bạn bè xa lánh

## Nhân vật

### Rebecca Sharp

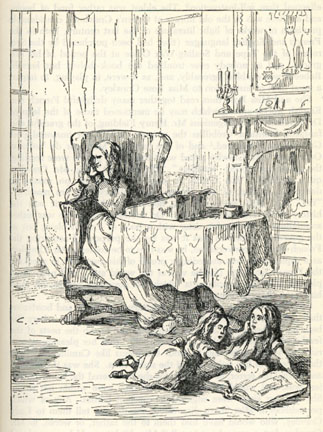
Tranh minh hoạ chương 10 của chính Thackeray

Nhân vật nữ chính của truyện, một cô nàng láu cá với khiếu hài hước. Nàng là một cô gái nhỏ nhắn, nước da trắng nõn nà, tóc màu vàng hung, đôi mắt xanh to tròn quyến rũ. Do ảnh hưởng của gia đình, Rebecca có một giọng ca du dương, đánh dương cầm tuyệt thạo và diễn xuất cũng tài tình. Nàng hoàn toàn không có luân lý mà cũng và cũng chẳng thiết gì lương tâm, không thể gắn bó lâu dài với một ai và dối trá một cách đầy nghệ thuật để đạt được mục đích.
Tuổi thơ không bao giờ được rủng rỉnh tiền bạc hay địa vị, Becky khao khát điều đó hơn hết thảy. Hầu như mọi điều nàng làm đều để củng cố cho địa vị của bản thân, quá lắm nữa là cho đức ông chồng Rawdon. Nàng ve vãn những quý ngài như lão quý tộc già khu Steyne để giúp chồng thăng tiến. Nàng cũng sử dụng những mưu mẹo đàn bà làm mờ mắt bọn đàn ông để Rawdon có dịp trổ tài cờ gian bạc lận.
Rebecca mắc một số sai lầm. Bí mật cưới Rawdon Crawley đồng nghĩa với đánh mất hẳn sự ưu ái của bà cô Crawley và số tài sản kếch xù của bà. Mặc dù Rebecca thao túng đàn ông dễ dàng, nàng bị khinh thị bởi đa số phụ nữ. Phu nhân Jane, chị gái Dobbin, và phu nhân Steyne đã nhìn thấu bản chất của nàng. Amelia và bà cô Crawley là ngoại lệ.

### Amelia Sedley
Amelia đối lập với Rebecca: nhút nhát, đa cảm, hết lòng vì chồng vì con. Một con chim sẻ xả cánh, một con chuột bị chú mèo vồ cũng đủ làm nàng rơi lệ. Nàng cưới George Osborne bất chấp sự phản đối của cha chồng, và khi George tử trận tại Waterloo, nàng một mình goá bụa nuôi con cùng bố mẹ già.
Sau cái chết của George Osborne, Amelia sống cùng bóng hình của người chồng quá cố. Nàng từ chối William Dobbin, đã theo đuổi nàng nhiều năm, và khiền chàng chờ đợi mòn mỏi cho đến khi quyết định ra đi. Chỉ khi ấy Becky mới cho bạn biết những lá thư của George khiến Amelia nhận ra Dobbin chung thủy biết bao nhiêu so với người chồng phản bội, nàng đã viết thư gọi chàng trở về. Cuối cùng hai người lấy nhau và sống hạnh phúc.

### Rawdon Crawley

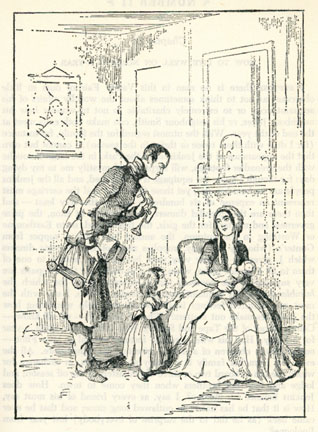
Tranh minh hoạ chương 35 của chính Thackeray

Rawdon, con trai út của ngài Crawley. Mang hàm đại uý kị binh, cậu Rawdon ăn mặc rất lịch sự nhưng luôn miệng chửi thề văng tục đủ mọi thứ trên đời cho mọi người thưởng thức. Chàng là ứng cử viên số một cho cái gia tài giàu sụ của bà cô cho đến khi cưới Rebecca, xuất thân hèn kém. Chàng mãi mãi căm thù bà cô vì đã di chúc hết tài sản cho bố chàng thay vì chàng. Ngài Pitt vì ghen tuông đã bỏ mặc cậu con sống nghèo khổ.
Rawdon chẳng có năng khiếu đặc biệt gì ngoài thiên tài cờ bạc nhưng không phải bao giờ cũng dùng được mánh khoé nên ngập ngụa trong nợ nần gần hết cả tiểu thuyết. Dù biết Rebecca là nam châm hút đàn ông, chàng vẫn tin tưởng vào cái đức hạnh trong trắng tuyệt vời của vợ cho đến khi chuyện tình vụng trộm của nàng với General Tufto cùng vô số những bậc tai to mặt lớn khác vỡ lở. Sau đó chàng kiên quyết dứt tình với vợ và bỏ lại đứa con trai cho Ngài Pitt và phu nhân Jane để đi nước ngoài.

### Ngài Pitt Crawley
Phụ thân của chàng Rawdon. Ngài Pitt vô cùng sùng đạo và ôm giấc mơ chính trị to lớn, mặc dù rất hiếm ai đánh giá cao trí tuệ của ngài vì lẽ không đủ để có thể đánh giá. Hơi thông thái dởm và bảo thủ nhưng ngài không hề động lòng mà giúp gì cho Rawdon hay Rebecca khi họ túng bấn. Nguyên nhân chính yếu là do phu nhân Jane vô cùng căm ghét Rebecca.

### Bà cô Crawley

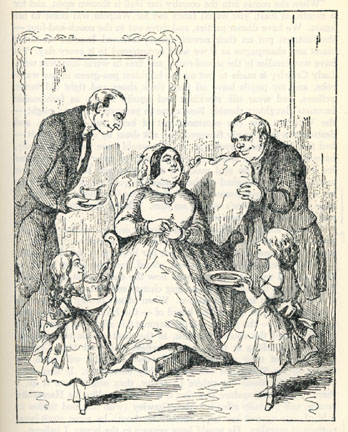
Cả nhà Crawly xum xoa bà cô giàu sụ - Tranh minh hoạ chương 11 của chính Thackeray

Bà già Crawley là một bà cô giàu sụ khiến ai cũng thương mến, cả bà và đống tiền kếch sù hơn bảy mươi ngàn bảng của bà. Ngài Pitt và Rawdon đều cố xun xoe xu nịnh bà, nhưng Rawdon luôn được bà có cảm tình hơn và coi chàng là đứa con nuôi lý tưởng cho đến khi chàng lén lút cưới Rebecca. Dù bà cô Crawley rất tâm đắc với Rebecca và giữ rịt lấy nàng bên mình, và dù bà cũng rất ngưỡng mộ các vụ tai tiếng và những cuộc hôn nhân dại dột của người khác, bà lại quyết không cho những vụ tai tiếng và những cuộc hôn nhân dại dột ấy xảy ra trong gia đình mình.
Già nửa đoạn đầu tác phẩm là những tâm sức của gia đình quý phái Crawley bỏ ra để làm vừa lòng bà cô cùng giấc mơ về cái gia tài to lớn của bà.

### George Osborne
George Osborne, cha chàng, và hai chị em của chàng đều rất mực thân thiết với nhà Sedley cho đến lúc ông Sedley (cha của Jos và Amelia) phá sản. Vì George và Amelia cùng lớn lên bên nhau và cùng có thời thơ ấu ngọt ngào, George bất chấp người cha để cưới nàng Amelia. Trước khi ông cha và ông con giải hoà thì chàng đã bỏ mạng tại chiến trường Waterloo, bỏ lại Amelia goá bụa đang mang thai.

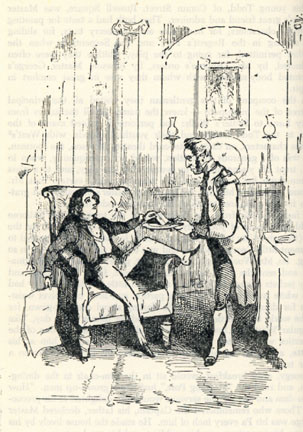
Tranh minh hoạ chương 56 của chính Thackeray

Ích kỉ và dựa dẫm, George hoang phí nốt những đồng bảng cuối cùng moi được từ người cha và không hề giúp gì cho Amelia. Sau tuần trăng mật, chàng thấy nhàm chán ngay và quay sang hẹn hò vụng trộm với Rebecca trước khi tử trân.

### William Dobbin
Bạn thân nhất của George Osborne, William Dobbin cao lớn, vụng về, và không đẹp trai lắm. Chàng hơn George vài tuổi nhưng chơi thân với nhau từ khi hồi trên ghế nhà trường dù cha chàng chỉ là một tiểu thương còn nhà Osborne thuộc tầng lớp quý tộc và chàng bắt đầu tự lập làm nên sự nghiệp. Chàng là cố vấn cho George và luôn tận tâm khuyên bảo chàng những hướng đi đúng. Chàng buộc George giữ lời hứa cưới Amelia mặc dù chàng cũng đơn phương yêu nàng từ lâu. Sau khi George chết, Dobbin luôn luôn giúp đỡ Amelia để nàng có thể vượt qua khó khăn, nghèo khổ bằng tất cả tình yêu cao cả của mình mà không đòi hỏi được đền đáp. Đến lúc Amelia lựa chon tình bạn với Rebecca thay vì chàng ở Baden-Baden Dobbin bỏ đi ngay tức khắc. Chàng trở lại khi Amelia viết thư và chấp nhận tình cảm của chàng, cưới nàng, và cùng nhau họ sống hạnh phúc mãi mãi.

### Joseph Sedley
Anh trai của Amelia, Joseph "Joe" Sedley, là một nhân vật tuyến phụ đã phất lên ở Ấn Độ. Gã là một chàng trai khoẻ mạnh, to béo, đi đứng khệnh khạng, ăn mặc khác người, thường đi ủng cao có dây trang trí, loà loẹt, quàng khăn to sụ, mặc áo gi lê có sọc, áo vét màu xanh lơ, lại thêm đức tính siêng ăn nhác lám, tham lam và rượu chè, tính tình nóng nảy, gắt gỏng lung tung. Gã bị Rebecca chăng bẫy ngay từ lần gặp đầu tiên nhưng không thành. Không bao giờ kết hôn, nhưng khi gặp lại Rebecca, gã chết mê chết mệt nàng và sống cùng nàng dù chẳng cưới xin gì song chẳng được bao lâu gã cũng tắt thở.

## Chuyển thể

### Phim câm
- 1911: Vanity Fair: đạo diễn Charles Kent.
- 1915: Vanity Fair: đạo diễn Charles Brabin.
- 1922: Vanity Fair: đạo diễn W. Courtney Rowden.
- 1923: Vanity Fair: đạo diễn Hugo Ballin.

### Phim tiếng
- 1932: Vanity Fair: đạo diễn Chester M. Franklin và nữ chính Myrna Loy.
- 1935: Becky Sharp: vai chính Miriam Hopkins và Frances Dee, bản phim màu đầu tiên.
- 2004: Vanity Fair: đạo diễn Mira Nair và nữ chính Reese Witherspoon.

### Phim truyền hình
- 1967: Vanity Fair: chiếu trên BBC đạo diễn Rex Tucker, Susan Hampshire vai Becky Sharp
- 1987: Vanity Fair: chiếu trên BBC nữ chính Eve Matheson vai Becky Sharp, Rebecca Saire vai Amelia Sedley, James Saxon vai Jos Sedley và Simon Dormandy vai Dobbin.
- 1998: Vanity Fair: chiếu trên BBC, nữ chính Natasha Little vai Becky Sharp.